# Historische school
De (Duitse) historische school was een stroming in de economie en de sociale geschiedenis, die zijn oorsprong vond in het Berlijn van de late 19de eeuw. De aanhangers verzetten zich tegen het klassiek economisch model waarin de mens in de economie handelde volgens universeel geldende wetten, afgeleid van de gedragingen van mensen binnen het kapitalisme. Zij stelden in plaats daarvan dat verschillende volkeren en tijdperken eigen economische principes kennen. De fasering van de maatschappelijke ontwikkelingen beschrijven ze in hun Stufentheorie. 

Zij formuleerden hun theorieën op basis van historisch onderzoek. Daarvoor bestudeerden zij economieën binnen hun historische context van tijd, plaats en omstandigheden. Hun conclusie: mensen handelen niet alleen uit individualistisch eigenbelang, zoals de Klassieken stellen, maar maken ook deel uit van een culturele gemeenschap, die van invloed is op hun (economisch) handelen. Niet alleen direct, maar ook door de instituties die er in de loop der eeuwen zijn gevormd. Vrijheid is noodzakelijk, maar niet voldoende om welvaart te bereiken. De staat moet ongewenste resultaten corrigeren, zoals concentratie (monopolies) en toenemende ongelijkheid.

## Belangrijkste vertegenwoordigers
Voorloper
- Friedrich List (1789-1846).

Prominente leden
- Wilhelm Roscher (1817-1894) wordt beschouwd als de grondlegger van de Historische school; zijn belangrijkste werk was System der Volkswirtschaft (5 delen, geschreven tussen 1854 en 1894)
- Gustav von Schmoller (1838-1917)
- Karl Bücher (1847-1930) formuleerde de Stufentheorie (Fasentheorie).

## Invloed
De historische school vormde een belangrijke invloed op de ontwikkeling van de economische sociologie, via de werken van Max Weber, Werner Sombart en Joseph Schumpeter.